# Gui (vaso)
Un gui (zh. 簋T, GuǐP) è un antico vaso (spec. una ciotola) cinese munito di piedistallo e manici (da due a quattro), non sempre di coperchio. Si tratta d'una delle più importanti e diffuse tipologie di bronzi rituali cinesi. Originariamente un manufatto ceramico per servire e consumare il vino di riso, vennero poi fusi in bronzo ed utilizzati per le libagioni in onore di dèi ed antenati.

## Funzione, utilizzo e simbologia

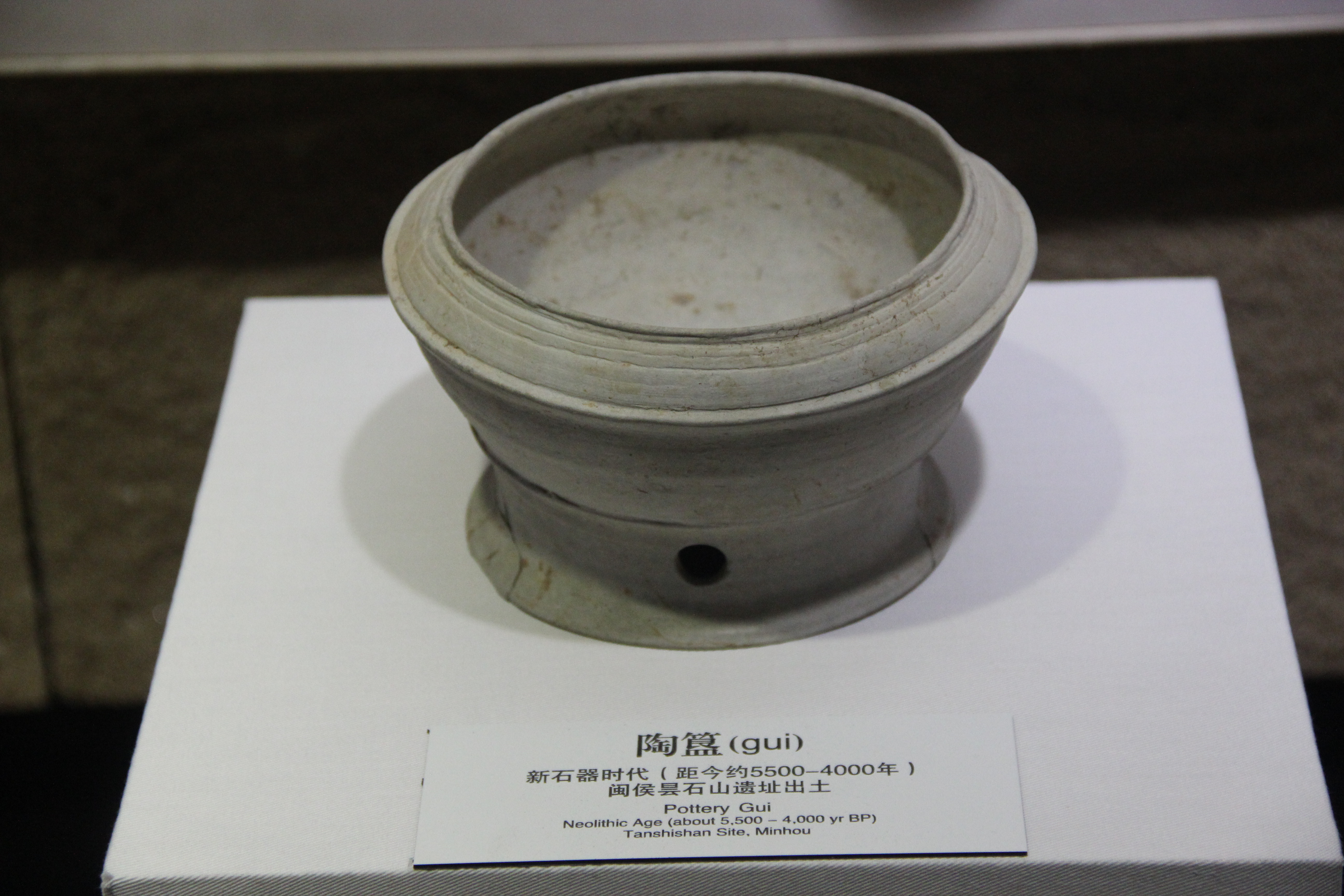
Guǐ senza manici in ceramica della Cultura di Dapenkeng (3500–2500 a.C.), nel Fujian.

All'inizio dell'Età del bronzo cinese, l'uso di vasi per vino e cibo aveva uno scopo religioso. Le ciotole guǐ per il consumo delle bevande alcoliche, spec. il huangjiu o altro tipo di vino di riso, erano ritenuti i bronzi rituali più importanti, insieme ai 鼎T, dǐngP, lett. "Calderone" per il cibo, probabilmente a causa della credenza nello sciamanesimo e nel culto degli antenati. I sacrifici avevano lo scopo di placare gli antenati a causa della convinzione Shang che gli spiriti avessero la capacità d'influenzare il mondo dei vivi. L'appagamento degli antenati per tramite delle libagioni avrebbe garantito ai viventi la buona sorte.
Durante la prima dinastia Zhou occidentale (1046–771 a.C.), si verificò un cambiamento politico e culturale molto importante. Il re Zhou Wu (r. 1046–1043 a.C.), fondatore della nuova dinastia, credeva che i sovrani della proto-storica dinastia Shang (c. 1600–1046 a.C.) fossero divenuti degli autocrati viziosi ed indegni il cui smodato consumo d'alcol aveva finito con il giocare loro il c.d. "Mandato del cielo", i.e. il loro diritto divino di regnare, portando così alla caduta della dinastia. A causa di questa convinzione, i vasi per il cibo (e il dǐng in particolare) sostituirono per importanza i guǐ nelle funzioni cerimoniali. I vasi di bronzo subirono quella che è stata chiamata la "Rivoluzione rituale". Invece di sacrificare il cibo per compiacere gli antenati, gli Zhou usarono i dǐng e i guǐ per mostrare lo status del defunto sia ai vivi sia agli spiriti, facendone dei potentissimi status symbol. I Tre riti (zh. 禮經T, 礼经S, LǐjīngP) degli Zhou, un classico della letteratura cinese, descrivono minuziosamente chi era autorizzato a usare quali tipi di vasi sacrificali e quanti: il Re di Zhou (zh. 王T, WángP o 國王T, Guó WángP) usava 9 dǐng e 8 vasi guǐ; un duca poteva usare 7 dǐng e 6 guǐ; un barone poteva usare 5 dǐng e 3 guǐ; e un visconte poteva usare 3 dǐng e 2 guǐ. I vasi dǐng e guǐ servirono come simboli di autorità per l'élite cinese fino al Periodo degli Stati Combattenti (453–221 a.C.). Sempre in questo periodo, presumibilmente, il guǐ iniziò ad essere utilizzato come ciotola per le offerte simboliche di cibo (fond. i Cinque Grani) e non più solo di alcolici.

## Storia
Come altri bronzi rituali cinesi, il guǐ era originariamente un normale recipiente in ceramica per servire e consumare il vino, in uso presso le Culture neolitiche cinesi: non una forma prototipale quindi, bensì il prodotto ceramico di una società già urbana e socialmente stratificata, che continuò oltretutto ad essere realizzato ed utilizzato a livello domestico/quotidiano mentre versioni in bronzo venivano realizzate per scopi rituali. Dall'epoca della dinastia Shang (c. 1600–1046 a.C.), i guǐ fusi in bronzo nacquero già come oggetti rituali di alto valore per l'élite e venivano spesso sepolti nei tomba dei loro proprietari per l'uso nell'aldilà. È questo il periodo a cui risalgono i più antichi esemplari di guǐ bronzei.

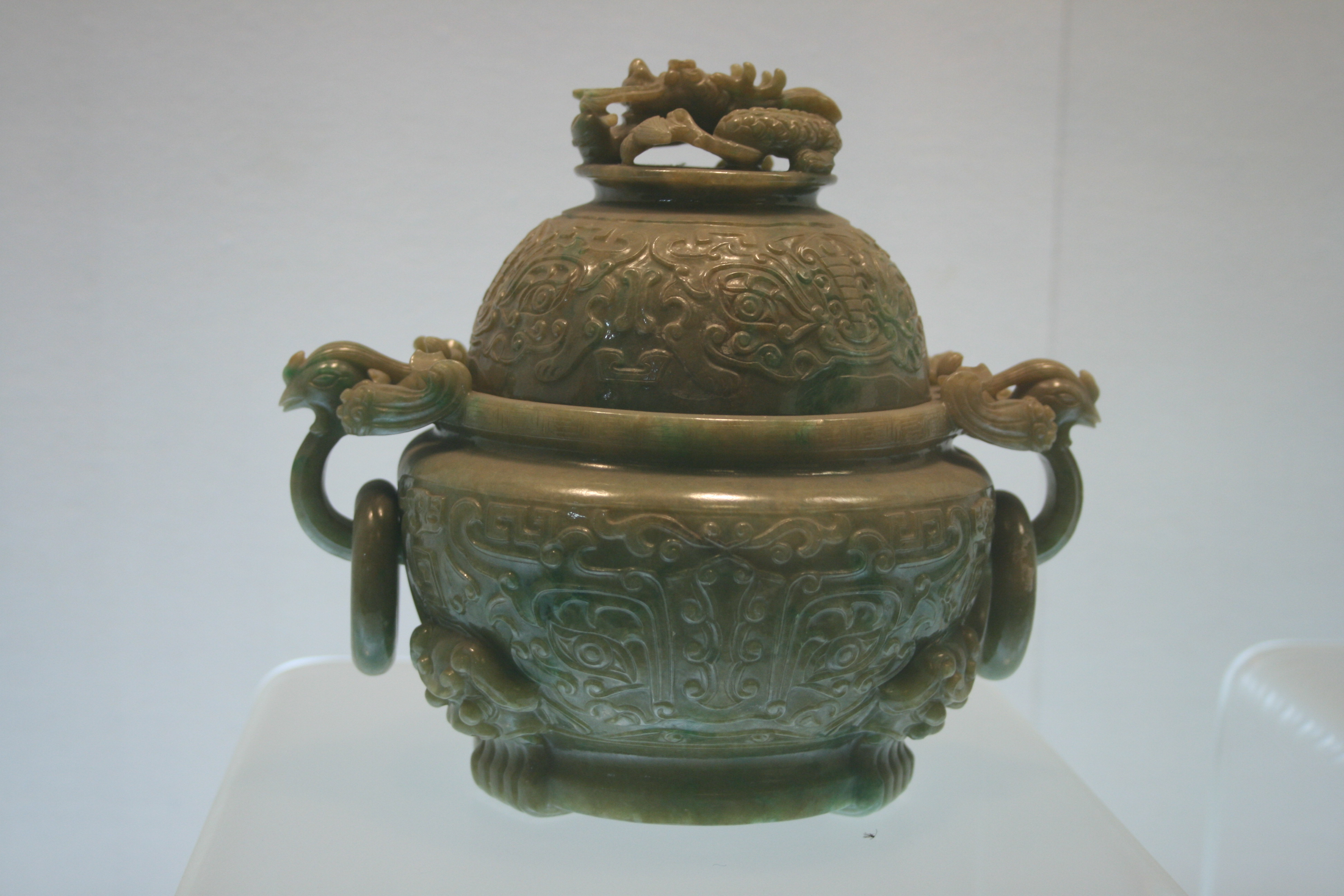
Guǐ in giada - dinastia Qing (Museo provinciale dello Jiangsu).

L'uso rituale dei guǐ principiò, come anticipato, con gli Shang, venne abbracciato e ridimensionato dagli Zhou e, per loro tramite, passò alle dinastie successive nei secoli di guerre civili che portarono alla nascita dell'Impero cinese vero e proprio nel 221 a.C. per opera della dinastia Qin (221–206 a.C.) Durante il lungo regno della successiva dinastia Han (206 a.C.–220 d.C.) che seppe implementare e sviluppare l'effimero impero Qin trasformandolo nell'Impero cinese propriamente detto, i vasi cerimoniali guǐ, tanto quanto i fǔ e i duì, popolari ai tempi degli Zhou, scomparvero in favore dei dǐng (ormai sempre più il vaso rituale per antonomasia), zhōng, hu e fang.
L'apprezzamento, la creazione e la raccolta di bronzi cinesi come opere d'arte e non come oggetti rituali iniziò durante la dinastia Song (960–1279), sotto il cui regno l'élite dominante cinese fu interessata da un forte intento archeologico di riscoperta dei bronzi rituali Shang e Zhou, e raggiunse il suo apice durante la dinastia Qing (1636–1912), al tempo dell'imperatore Qing Qianlong (r. 1735–1796), la cui massiccia collezione è registrata nei cataloghi conosciuti come 西清古鑑T, 西清古鉴S, Xīqīng GǔjiànP, Hsi ch'ing ku chienW (1749–1755) e 西清繼鑑T, Xiqing jijianP che ancora oggi costituiscono la principale linea guida per la classificazione delle varie tipologie. Dall'epoca Song in avanti, le dinastie al comando dell'Impero cinese, fossero esse di effettiva etnia Han (Song o Ming) o mongolo-tungusa (Yuan e Qing), promossero un revival degli antichi bronzi rituali tramite altri medium plastici, es. giada, e quali meri gingilli decorativi.

## Descrizione
La forma del guǐ è cambiata leggermente nel corso dei secoli ma le caratteristiche costanti sono una forma circolare (vista dall'alto), con un profilo arrotondato, largo o di lato, che poggia su un orlo o piede più stretto. Di solito ci sono due, o talvolta quattro, maniglie e può esserci un coperchio o una base quadrata (o entrambi).

### Impianto decorativo
Stilemi decorativi comuni si rintracciano in tutta la bronzistica rituale cinese e nelle fattispecie nel vasellame: non solo i Guǐ ed i Dǐng di primario interesse ma anche i 觚T, GūP, i 盤T, Pán P, i 觥T, GōngP e gli 斝T, JiǎP. Probabilmente, la forma di decorazione più frequente, sebbene anche la più intrigante e misteriosa, è il motivo a maschera noto come taotie: in forma semplice, due semisfere sporgenti su un piano altrimenti anonimo; in forma complessa, volti altamente dettagliati, simili a maschere, con varie caratteristiche animali quali zanne, corna, ecc. Nei dǐng, il taotie appare più spesso sul corpo del calderone ma può figurare anche sulle gambe.
La decorazione tende ad essere utilizzata per riempire lo sfondo della maggior parte dei vasi, a volte coprendone tutto il corpo (v.si Horror vacui), ma in altri casi viene utilizzata solo una singola fascia decorativa taotie poi legata ad un secondo registro decorativo (un motivo a vortice o tuono, un disegno a spirale in bassorilievo, ecc.) che riempie lo spazio e crea una trama sulla superficie del vaso d'impatto più leggero, meno opprimente.
Nei secoli successivi, figure di animali tridimensionali completamente formate, come mucche, capre, uccelli, draghi e leoni, furono occasionalmente incluse su vasi di bronzo, specialmente quando, intorno al 550 a.C., il c.d. "Stile animalistico" dei nomadi scito-siberiani, sempre più presenti sul territorio cinese, iniziò ad influenzarne i bronzisti.
Un ultimo tipo di decorazione, utilizzato nella maggior parte dei vasi, è l'iscrizione. Alcuni grandi bronzi recanti iscrizioni (tra le forme di scrittura più antiche della lingua cinese, precedute solo dalla scrittura sulle ossa) hanno aiutato storici e archeologi a collegare insieme la storia della Cina, specialmente durante il periodo Zhou: i bronzi del periodo Zhou occidentale documentano grandi porzioni di storia non rintracciabili nei testi esistenti, e spesso composti da persone di vario rango/classe sociale.
Le iscrizioni potevano essere utilizzate per identificare il proprietario del pezzo, la sua funzione, possono essere poesie o addirittura delle storie. Il celebre Kang Hou Guǐ, balzato agli onori della cronaca nel 2010 perché scelto come oggetto n. 23 nel progetto divulgativo A History of the World in 100 Objects (2010) del British Museum, reca un'iscrizione celebrante l'operato di Kang Hou, duca di Kang e Mei Situ e fratello di Re Zhou Wuwang, nella soppressione d'una ribellione da parte di lealisti Shang.

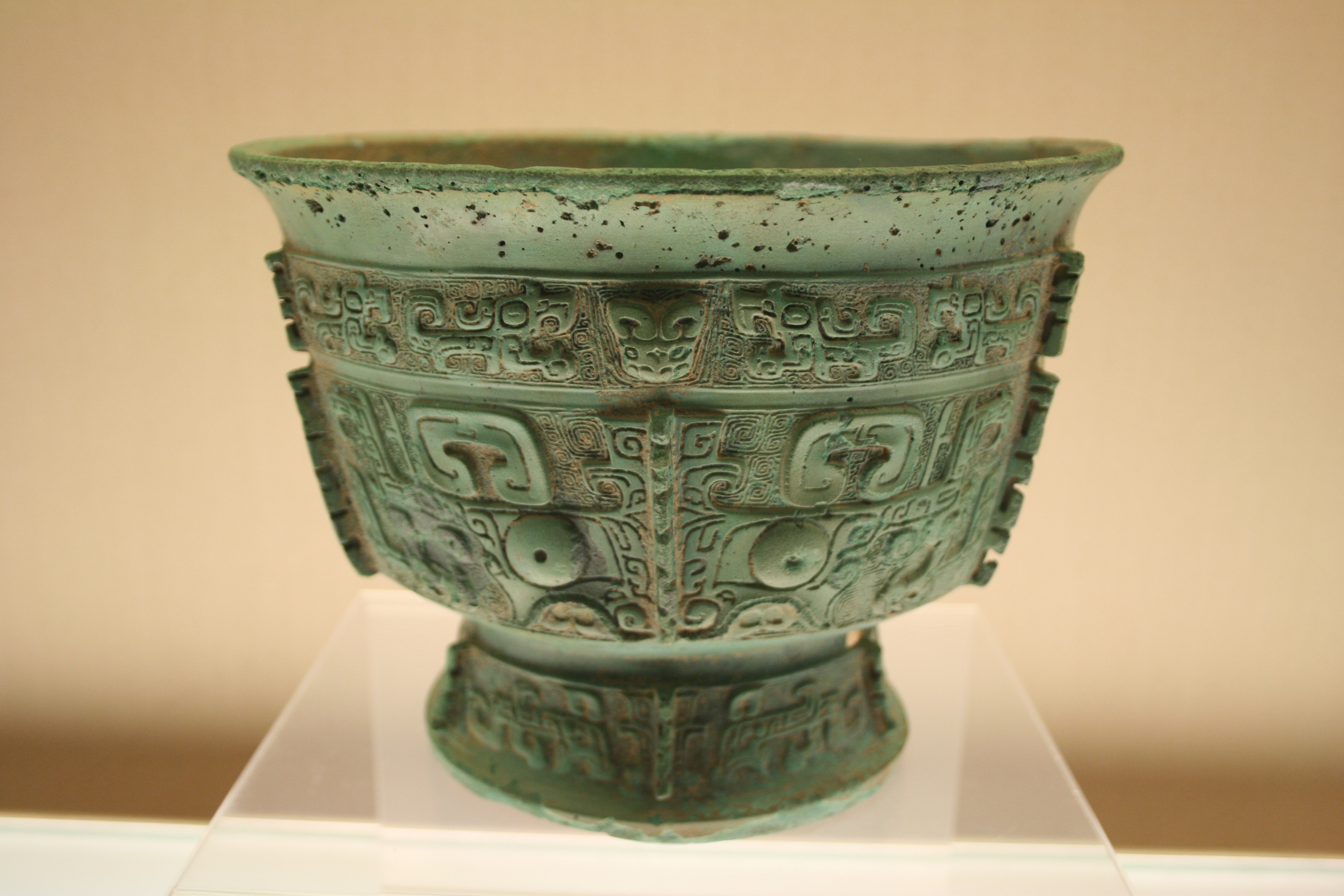
Guǐ senza manici con decorazione taotie su tutto il bacile - dinastia Shang
Fāngguǐ con decorazione taotie su tutto il bacile - tarda dinastia Shang o dinastia Zhou occidentale
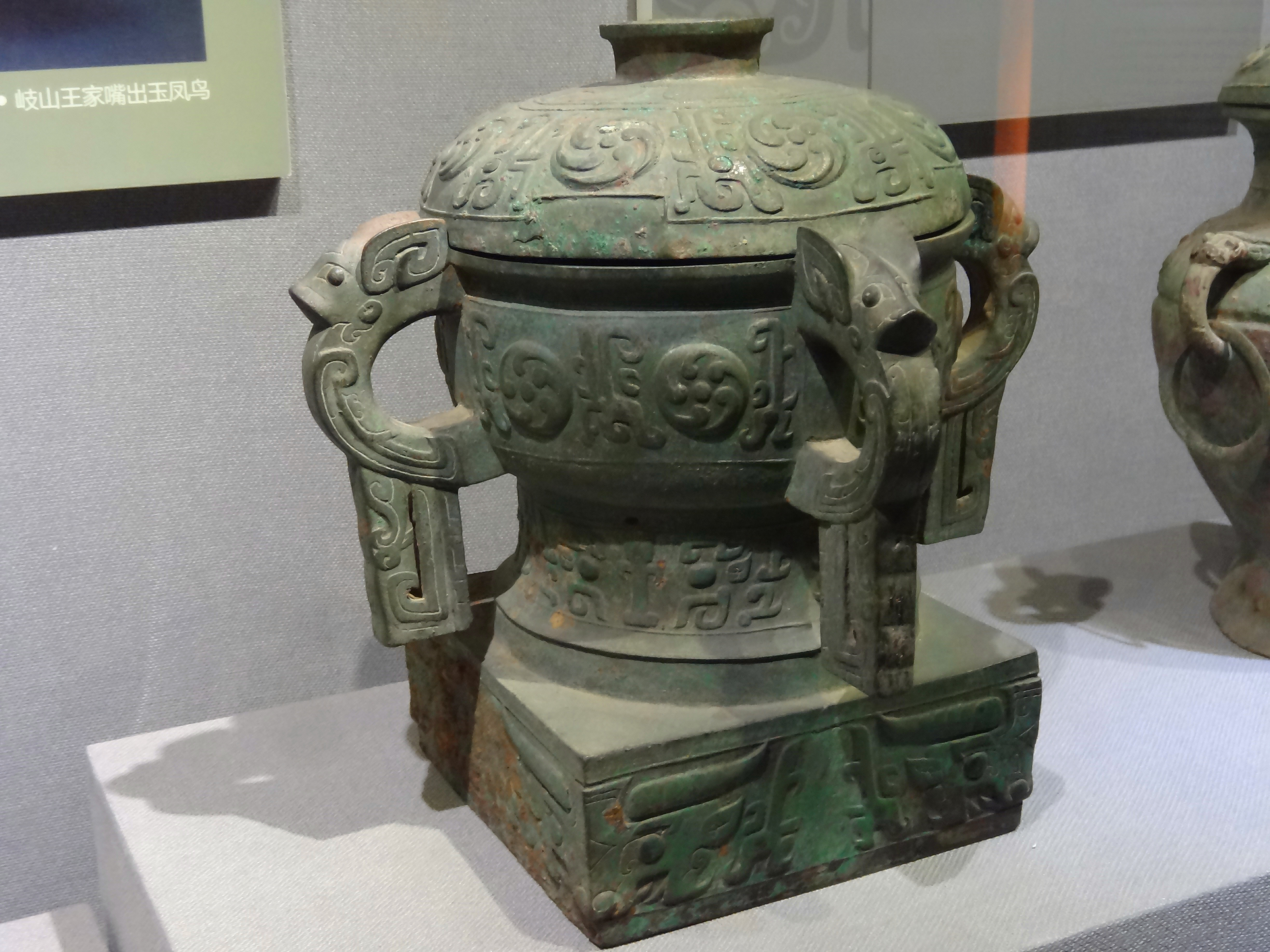
Guǐ con quattro manici e decorazione animalistica sul bacile, i manici e la base (quadrata) - Periodo degli Stati Combattenti.

## Esemplari rimarchevoli
Kang Hou guǐ
Il Kang Hou Guǐ, datato all'XI secolo a.C., oggi conservato presso il British Museum di Londra e scelto come oggetto n. 23 nel progetto divulgativo A History of the World in 100 Objects del 2010. 
L'iscrizione al suo interno riporta che al fratello di Re Zhou Wuwang, Kang Hou, duca di Kang e Mei Situ, fu assegnato il territorio di Wei. L'iscrizione racconta di una ribellione da parte dei resti degli Shang e della sua sconfitta da parte degli Zhou, il che ci aiuta a datarla. Poiché gli storici sanno esattamente quando ebbe luogo questa ribellione senza successo contro la dinastia Zhou, la ciotola può essere datata in modo molto accurato.
Song guǐ
Un Guǐ, tenuta dalla Yale University Art Gallery, che descrive la nomina (meritocratica?) di un ufficiale di nome Song da parte del re di Zhou.

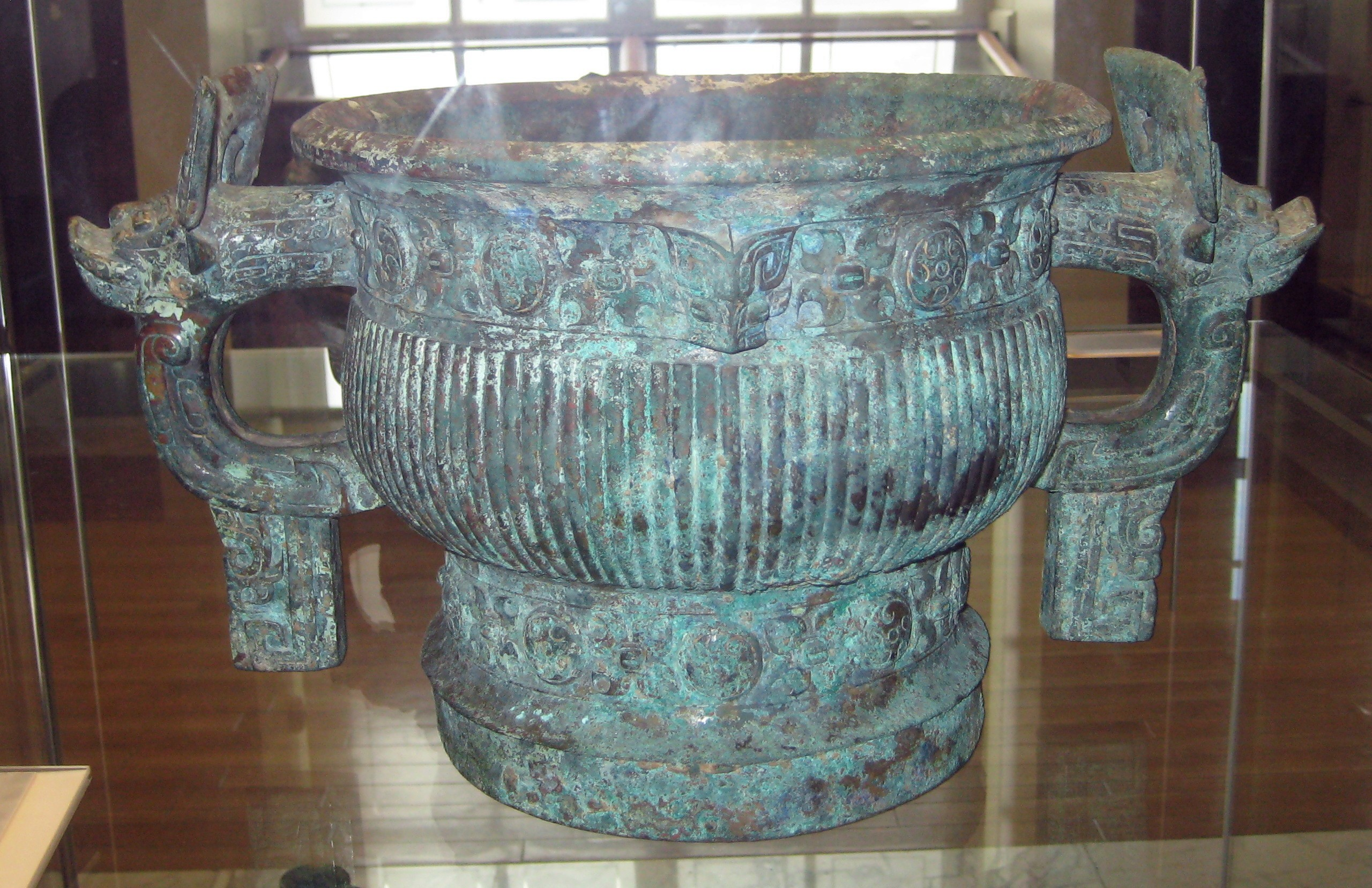
Kang Hou guǐ
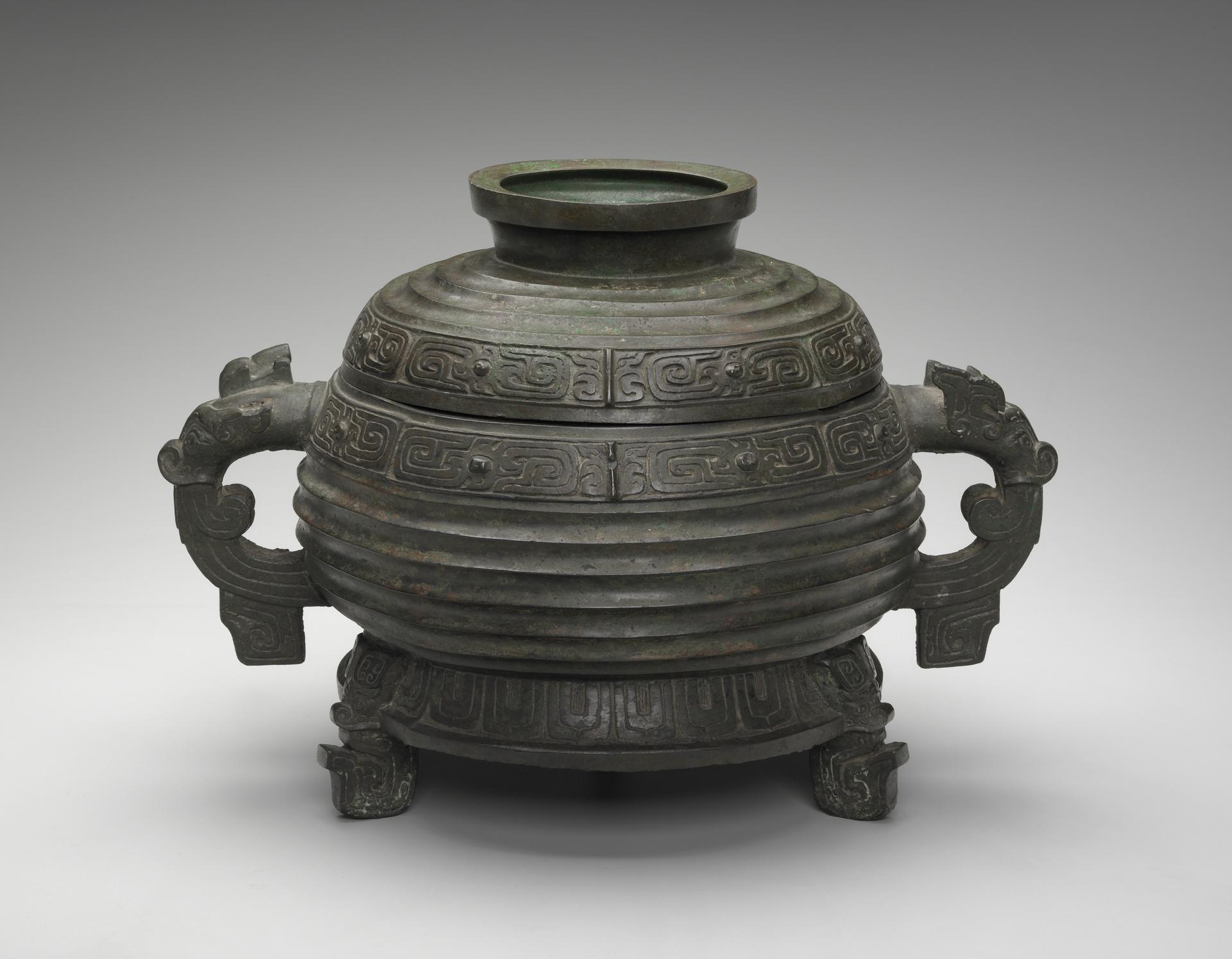
Song guǐ

### Bibliografiche
1. ↑  Fong 1980, p. 8.
2. 1 2 3  Fong 1980, p. 14.
3. ↑  Fong 1980, p. 12.
4. 1 2  (EN) Julia M. White e Emma C. Bunker, Adornment for Eternity : Status and Rank in Chinese Ornament, Denver Art Museum in Association with the Woods Pub, 1994.
5. ↑  (EN) Jianming Chen, Jay Xu e Fu Juliang, Along the Yangzi River: Regional Culture of the Bronze Age from Hunan, New York, Art Media Resources, Ltd., 2011,  pp. 23-24, ISBN 978-0-9774054-6-6.
6. ↑  (EN) Thomas Lawton, Chinese Art of the Warring States Period: Change and Continuity 480-222 B.C., Smithsonian Institution Press, 1982,  p. 23, ISBN 978-0-934686-39-6.
7. ↑  Rawson 1987, p. 11.
8. ↑  Rawson 1987, p. 97.
9. ↑  (EN) Zongshu Wang, Han Civilization, Yale University Press, 1982,  pp. 102 e 142.
10. ↑  (EN) Julius Thomas Fraser e Francis C. Haber, Time, Science, and Society in China and the West, Amherst, University of Massachusetts Press, 1986,  p. 227, ISBN 0-87023-495-1.
11. ↑  (EN) John King Fairbank e Merle Goldman, China: A New History, 2. ed. ampliata, Cambridge [e] Londra, The Belknap Press of Harvard University Press, 2006  [1992],  p. 33, ISBN 0-674-01828-1.
12. ↑  (EN) Gerald Holzworth, China: The Three Emperors 1662–1795, The Royal Academy of Arts, 2005. URL consultato il 5 luglio 2024 (archiviato dall'url originale il 12 dicembre 2005).
13. ↑  Delbanco 1983, pp. 72-75.
14. ↑  Delbanco 1983, pp. 102-107.
15. ↑  Delbanco 1983, pp. 132-133.
16. ↑  Béguin e Chengyuan 1998, p. 139.
17. ↑  Delbanco 1983, p. 140.
18. ↑  (EN) Qiu Xigui, Chinese Writing, traduzione di Gilbert Mattos e Jerry Norman, Early China Special Monograph Series, n. 4, Berkeley, The Society for the Study of Early China and the Institute of East Asian Studies, University of California, Berkeley, 2000, ISBN 1-55729-071-7.
19. ↑  Shaughnessy 1992, pp. xv–xvi.
20. 1 2  (EN) Chinese Zhou ritual vessel (gui), su britishmuseum.org, 5 novembre 2015. URL consultato il 5 luglio 2024 (archiviato dall'url originale il 5 novembre 2015).
21. 1 2  (EN) Chinese Zhou ritual vessel, su BBC.
22. ↑  (EN) Ritual Serving Vessel, known as the “Song Gui”, su artgallery.yale.edu. URL consultato il 7 maggio 2024.

### Fonti
- (ZH) 考工記T, 考工记S, Kao Gong JiP, lett. "Registrazione d'una recensione di [varie] opere", V-III secolo a.C..
- (ZH) 西清古鑑T, 西清古鉴S, Xīqīng GǔjiànP, Hsi ch'ing ku chienW, Catalogo dei bronzi rituali della Collezione Imperiale Qing, 1749–1755.

### Studi
Specifici
- (EN) Robert W. Bagley, Shang Ritual Bronzes in the Arthur M. Sackler Collections, Harvard University Press, 1987, ISBN 0-674-80525-9.
- (FR) Gilles Béguin e Ma Chengyuan, Rites et festins de la Chine antique : Bronzes du musée de Shanghai, Parigi, Findakly, 1998, ISBN 2-87900-365-2.
- (FR) Olivier de Bernon, Trésors de la Chine ancienne : Bronzes rituels de la collection Meiyintang, Parigi, Musée des arts asiatiques Guimet. Mare & Martin, Marie-Catherine Rey, 2013, ISBN 979-10-92054-16-3.
- Mario Bussagli, Bronzi cinesi, Elite, Fratelli Fabbri Editori, 1966.
- (FR) Catherine Delacour, De bronze d’or et d’argent : Arts somptuaires de la Chine, Parigi, Réunion des musées nationaux, 2001, ISBN 2-7118-4108-1.
- (EN) Dawn Ho Delbanco, Art From Ritual: Ancient Chinese Bronze Vessels from the Arthur M. Sackler Collections, Washington D.C., The Arthur M. Sackler Foundation, 1983, ISBN 0-916724-54-9.
- (EN) Eleanor von Erdberg, Ancient Chinese Bronzes: Terminology and Iconology, Siebenberg-Verlag, 1993.
- (EN) Wen Fong (a cura di), Great Bronze Age of China, New York, Alfred A. Knopf, Metropolitan Museum of Art, 1980, ISBN 978-0-87099-226-1.
- (EN) Max Loehr, The Bronze Styles of the Anyang Period (1300–1028 B.C.), in Archives of the Chinese Art Society of America, vol. 7, 1953,  pp. 42-53, JSTOR 20066953.
- (EN) Lukas Nickel, Imperfect Symmetry: Re-Thinking Bronze Casting Technology in Ancient China, in Artibus Asiae, vol. 66, n. 1, 2006, JSTOR 25261842.
- (EN) Jessica Rawson, Chinese Bronzes: Art and Ritual, Londra, British Museum, 1987.
- (EN) Yu Sing e Caron Smith, Ringing Thunder- Tomb Treasures from Ancient China, San Diego Museum of Art, 1999, ISBN 0-937108-24-3.
- (EN) Yan Sun, Bronze vessels: style, assemblages, and innovations of the Western Zhou period, in Childs-Johnson 2020, pp. 451-470, 2020.